# ملاحظات سبارك
ملاحظات سبارك هي في الأصل جزء من موقع ويب يسمى سبارك، هي شركة بدأها طلاب جامعة هارفارد سام ياجان وماكس كرون وكريس كوين وإيلي بولوتين في عام 1999 والتي قدمت في الأصل أدلة دراسية للأدب والشعر والتاريخ والأفلام والفلسفة.في وقت لاحق، توسعت ملاحظات سبارك لتوفير أدلة دراسية لعدد من الموضوعات الأخرى، بما في ذلك علم الأحياء والكيمياء والاقتصاد والصحة والرياضيات والفيزياء وعلم الاجتماع .لا تفرض ملاحظات سبارك رسومًا على المستخدمين ولكنها تكسب بدلاً من ذلك إيرادات من الإعلانات.
استحوذت شركة: بارنز أند نوبل على ملاحظات سبارك في عام 2001 مقابل 3.5 مليون دولار تقريبًا.

## التاريخ
كان سبارك موقعًا أدبيًا أطلقه أربعة طلاب من جامعة هارفارد في 7 يناير 1999.كان معظم مستخدمي سبارك من طلاب المدارس الثانوية والجامعات.لزيادة شعبية الموقع، نشر المبدعون أول ستة أدلة دراسة أدبية (تسمى «ملاحظات سبارك») في 7 أبريل 1999.
في عام 2000 ،باع المبدعون الموقع لشركة أي ترف. في العام التالي، اشترت شركة بارنز أند نوبل  ملاحظات سبارك واختارت خمسين دليلًا لدراسة الأدب لنشرها في شكل مطبوع.عندما طبعت بارنز أبد نوبل ملاحظات سبارك، توقفوا عن بيع منافسهم الرئيسي، ملاحظات كلفز .
في يناير 2003 ، طورت ملاحظات سبارك خدمة اختبار تدريبي تسمى ملاحظات سبارك اختبار الإعدادية. تبع هذا المشروع إصدار مخططات سبارك، وهي أوراق مرجعية تلخص موضوعًا؛لا خوف شكسبير، نسخ مسرحيات شكسبير إلى اللغة الحديثة؛ ولا خوف الادب، نسخ من الكلاسيكيات الأدبية مثل مغامرات هاكلبيري فين والحرف القرمزي إلى لغة حديثة.

## ميزات أخرى
يوفر اختبار الاعدادية ملاحظات سبارك المحتوى والخدمات المتعلقة باختبارات أي سي تي و أي بي وجي ار إي و بي اس أي تي اس أي تي I و II الموحدة. تبيع بارنز أند نوبل نسخًا مطبوعة من أدلة الدراسة الإعدادية للاختبار، بالإضافة إلى مخططات سبارك وغيرها من المواد الدراسية المطبوعة في الولايات المتحدة وفي فصول في كندا.
يتضمن موقع ملاحظات سبارك أيضًا قسمًا يمكن للطلاب استخدامه للبحث عن الكليات.
انتقلت ملاحظات سبارك إلى النشر التعليمي مع الكتب، مثل كلاسيكيات الشعر وفلاش كيدز، وهي سلسلة من الكتب التعليمية لطلاب رياض الأطفال حتى الصف الثامن. كما أنها توفر تمارين لمعلمي المدارس الثانوية.
يقدم تطبيق ملاحظات سبارك المحمول المجاني لأجهزة ايفون / ايباد واندرويد:
- 50 دليل دراسة مثبت مسبقًا في مكتبة التطبيقات
- مئات من أدلة الدراسة متاحة للعرض على الإنترنت
- القدرة على تنزيل أي دليل دراسة على الجهاز المحمول للاستخدام دون اتصال بالإنترنت
- القدرة على مشاركة ما يدرسه المرء وحالة المرء عن طريق تسجيل الدخول باستخدام منشور مخصص على فيسبوك

## نقد
نظرًا لأن ملاحظات سبارك توفر أدلة دراسة للأدب تتضمن ملخصات للفصول، يرى العديد من المعلمين موقع الويب كأداة غش. يجادل هؤلاء المعلمون بأنه يمكن للطلاب استخدام ملاحظات سبارك كبديل لإكمال مهام القراءة فعليًا بالمواد الأصلية  أو للغش أثناء الاختبارات باستخدام الهواتف المحمولة مع الوصول إلى الإنترنت.
تنص ملاحظات سبارك على أنها لا تدعم عدم الأمانة الأكاديمية أو الانتحال. بدلاً من ذلك، يقترح أن يقرأ الطلاب المادة الأصلي، ثم تحقق من ملاحظات سبارك لمقارنة تفسيرهم الخاص للنص بتحليل ملاحظات سبارك.
في يناير 2019،أعلن مطورو الموقع عن إعادة تصميم كاملة لقسم سبرك لايف على موقع الويب من أجل التركيز بشكل أكبر على المحتوى المتعلق بالأدب.قوبل هذا الإعلان برد فعل سلبي من مستخدمي سبارك لايف بسبب إزالة الحسابات التي صنعها المستخدمون ومنشورات المدونات والتعليقات.

## روابط خارجية
- الموقع الرسمي